# Numb (アルバム)
『Numb』（ナム）はSAICOの2ndオリジナル・アルバム。2007年6月6日にarights recordsよりリリースされた。

## 解説
『CEREAL』から2年ぶりのアルバム。

## 収録曲
1. How do you feel?
  - 作詞・作曲：TAKASHI NUMAKURA　編曲：tae
2. 世界が静かで　こんなに静かで
  - 作詞：SAICO　作曲：TAKASHI NUMAKURA　編曲：tae
3. 二人は
  - 作詞・作曲：SAICO・TAKASHI NUMAKURA
  - 編曲：HIROO YAMAGUCHI&SHINICHI ONO
4. 渇いた目だね
  - 作詞・作曲：TAKASHI NUMAKURA
  - 編曲：YUJIN&TAKASHI NUMAKURA
5. FLOWER
  - 作詞：SAICO　作曲：YOHEI OHMORI
  - 編曲：HIROO YAMAGUCHI&SHINICHI ONO
6. 夜
  - 作詞：SAICO・TAKASHI NUMAKURA
  - 作曲：TAKASHI NUMAKURA
  - 編曲：KENICHIRO MIYAGAKI&TAKASHI OHTSUKI
7. 月光
  - 作詞：NAOKI TAKEDA　作曲：Hi-5
8. Frustration
  - 作詞：SAICO　作曲：TAKASHI NUMAKURA　編曲：tae
9. Late Show
  - 作詞：SAICO　作曲：TAKASHI NUMAKURA
  - 編曲：KENICHIRO MIYAGAKI&TAKASHI OHTSUKI